# Schöne Bärenkamille
Die Schöne Bärenkamille (Ursinia speciosa) ist eine Pflanzenart aus der Gattung Ursinia in der Familie der Korbblütler (Asteraceae). Der Gattungsname ehrt Johann Henrich Ursinus.

## Merkmale
Die Schöne Bärenkamille ist eine einjährige Pflanze, die Wuchshöhen von 20 bis 40 Zentimeter erreicht. Die Blätter sind zweifach fiederteilig und weisen zahlreiche kurze Fiederteile auf. Sie messen 20 bis 55 × 25 Millimeter. Der Pappus ist zweireihig. Die äußere Reihe ist schuppenförmig, weiß gefärbt mit einem dunklen Fleck am Grund und misst 4 bis 6 × 4 Millimeter. Die innere Reihe ist weiß gefärbt und haarförmig. Die Hüllblätter sind sechsreihig und besitzen je ein rundes Anhängsel. Die Strahlenblüten sind gelb oder orange, in seltenen Fällen wie bei der Sorte 'Albida' auch weiß.
Die Blütezeit reicht von Juli bis September.

## Vorkommen
Die Schöne Bärenkamille kommt in Südwest-Afrika in Namaqualand und in Namibia auf sandigen Hängen und Ebenen vor.

## Nutzung
Die Schöne Bärenkamille wird selten als Zierpflanze für Sommerblumenbeete, Kübel und Steingärten genutzt. Diese Pflanzenart ist seit spätestens 1930 in Kultur.

## Belege
- Eckehart J. Jäger, Friedrich Ebel, Peter Hanelt, Gerd K. Müller (Hrsg.): Rothmaler Exkursionsflora von Deutschland. Band 5: Krautige Zier- und Nutzpflanzen. Spektrum Akademischer Verlag, Berlin Heidelberg 2008, ISBN 978-3-8274-0918-8.